# Johannes Gottlieb de Bøtticher
Johannes Gottlieb de Bøtticher, född 1677 i Stargard i Pommern, död i januari 1762, var en dansk läkare.
Bøtticher besökte universiteten i Frankfurt an der Oder, Wittenberg, Leipzig, Jena och Köpenhamn, men tvingades snart att lämna det sistnämnda på grund av sina föräldrars död, och efter en tids vistelse i hemmet fortsatte han studierna i Rostock, varifrån han på nytt reste till Köpenhamn. Efter ett par års nytt studieuppehåll här började han att praktisera i Helsingör, men återvände snart till Köpenhamn och blev 1705 medicine doktor på en avhandling om pestsjukdomar, varefter han bosatte sig där som läkare.
Under den häftiga pestepidemin 1711 verkade Bøtticher outtröttligt både i privat praktik och på Köpenhamns pestsjukhus och det var således inte ogrundat som han senare beklagade sig över auktoriteterna, som inte gav honom något officiellt erkännande för allt uppoffrande arbete. Men i övrigt gjorde han i det hela sin ställning vansklig genom en alltför framträdande självöverskattning, stridbarhet och omedgörlighet, under vilken även hans praktik kom att lida, så att han kom att tillbringa sin ålderdom i djupt armod. Ett klagomål över kvacksalvare och licensierade operatörer, som han 1735 ingav till magistraten, och bardskärarämbetets skarpa och avvisande svar på detta illustrerar väl den olyckliga position, i vilken han efterhand kommit.
I övrigt förefaller Bøtticher att ha varit en man med solida vetenskapliga insikter och var medlem av det lärda Academia naturæ curiosorum i Wien, i vars handlingar finns flera avhandlingar av honom.